# 008
008 is een personage uit de James Bond-serie.
In de film Goldfinger dreigt M agent James Bond te vervangen door 008. Ook in The Living Daylights dreigt M opnieuw Bond te vervangen door te zeggen: "Ik roep 008 terug uit Hong Kong".